# Комплексифікація
В лінійній алгебрі комплексифікацією називається операція яка кожному векторному простору над полем дійсних чисел присвоює векторний простір над полем комплексних чисел. Через цю операцію також можна визначити комплексифікацію інших структур зокрема алгебр Лі, груп Лі і інших. В тих випадках де відповідні структури над комплексними числами є простішими, ніж над дійсними числами комплексифікація може бути важливим інструментом вивчення структур над дійсними числами. Таким прикладом є зокрема представлення та класифікація алгебр Лі.

## Означення
Нижче подано два еквівалентні означення комплексифікації дійсних векторних просторів.

### За допомогою прямих сум
Нехай {\displaystyle V}  — векторний простір над полем дійсних чисел {\displaystyle \mathbb {R} }. Комплексифікацією простору {\displaystyle V} називається пряма сума
{\displaystyle V_{\mathbb {C} }=V\oplus V=V\times V.}
На ній операція додавання визначена покомпонентно
{\displaystyle (x,\,y)+(x',\,y')=(x+x',\,y+y')}
і множення на скаляр {\displaystyle \alpha +\beta i\in \mathbb {C} } визначено як
{\displaystyle (\alpha +\beta i)(x,\,y)=\left(\alpha x-\beta y,\,\beta x+\alpha y\right)}.
Множина {\displaystyle V_{\mathbb {C} }} разом із вказаними операціями є векторним простором над полем {\displaystyle \mathbb {C} }.
Елемент {\displaystyle (x,y)\in V_{\mathbb {C} }} як правило записують у виді {\displaystyle x+yi}.

### За допомогою тензорного добутку
Комплексифікацією дійсного векторного простору {\displaystyle V} називається тензорний добуток:
{\displaystyle V_{\mathbb {C} }=V\otimes _{\mathbb {R} }\mathbb {C} }.
Множення на скаляр {\displaystyle a\in \mathbb {C} } визначено так: для елемента {\displaystyle x\otimes b\in V_{\mathbb {C} }} де {\displaystyle x\in V} і {\displaystyle b\in \mathbb {C} }
{\displaystyle a(x\otimes b)=x\otimes (ab)}.

## Приклади
- Комплексифікацією евклідового простору {\displaystyle \mathbb {R} ^{n}} є комплексний простір {\displaystyle \mathbb {C} ^{n}}.
- Комплексифікацією векторного простору {\displaystyle \mathbb {R} ^{m\times n}} матриць розмірності {\displaystyle m\times n} з дійсними елементами є простір {\displaystyle \mathbb {C} ^{m\times n}} матриць тої ж розмірності з комплексними елементами.

## Властивості
- Дійсний векторний простір {\displaystyle V} допускає вкладення {\displaystyle x\mapsto x+0i} як дійсний підпростір простору {\displaystyle V_{\mathbb {C} }}. Елемент {\displaystyle x+yi\in V_{\mathbb {C} }} належить {\displaystyle V} (при ідентифікації за вкладенням), якщо {\displaystyle y=0}.
- На просторі{\displaystyle V_{\mathbb {C} }} природно можна ввести інволюцію {\displaystyle {\overline {x+yi}}=x-yi}, що є аналогом комплексного спряження. Елемент {\displaystyle z\in V_{\mathbb {C} }} належить {\displaystyle V}, якщо {\displaystyle {\overline {z}}=z}.
- Якщо{\displaystyle (x_{j})} є базисом простору {\displaystyle V}, то {\displaystyle (x_{j}+i0)} є базисом {\displaystyle \mathbb {C} }-векторного простору {\displaystyle V_{\mathbb {C} }}. Тобто дійсна розмірність простору {\displaystyle V} є рівною комплексні розмірності простору {\displaystyle V_{\mathbb {C} }}.
- {\displaystyle (V^{*})_{\mathbb {C} }\cong (V_{\mathbb {C} })^{*},} де {\displaystyle (V^{*})} — двоїстий простір.
- Комплексифікація комутує з тензорним добутком:

{\displaystyle (V\otimes _{\mathbb {R} }W)_{\mathbb {C} }\cong V_{\mathbb {C} }\otimes _{\mathbb {C} }W_{\mathbb {C} }.}
- Комплексифікація комутує з зовнішнім добутком:

{\displaystyle (\Lambda _{\mathbb {R} }^{k}V)_{\mathbb {C} }\cong \Lambda _{\mathbb {C} }^{k}(V_{\mathbb {C} }).}

## Комплексифікація лінійних відображень

### Означення
Комплексифікацією {\displaystyle \mathbb {R} }-лінійного відображення {\displaystyle f\colon V\rightarrow W} називається {\displaystyle \mathbb {C} }-лінійне відображення {\displaystyle f_{\mathbb {C} }\colon V_{\mathbb {C} }\rightarrow W_{\mathbb {C} }} що за означенням рівне
{\displaystyle f_{\mathbb {C} }(x+yi)=f(x)+f(y)i.}
В тензорному записі комплексифікації просторів означення можна записати як
{\displaystyle f_{\mathbb {C} }(v\otimes z)=f(v)\otimes z.}

### Властивості
Для комплексифікації {\displaystyle f_{\mathbb {C} }\colon V_{\mathbb {C} }\rightarrow W_{\mathbb {C} }} справедливими є рівності:
- {\displaystyle f_{\mathbb {C} }({\overline {z}})={\overline {f_{\mathbb {C} }(z)}}} для всіх {\displaystyle z\in V_{\mathbb {C} }}
- {\displaystyle (\operatorname {Id} _{V})_{\mathbb {C} }=\operatorname {Id} _{(V_{\mathbb {C} })}}
- {\displaystyle (f\circ g)_{\mathbb {C} }=f_{\mathbb {C} }\circ g_{\mathbb {C} }}
- Матриця лінійного відображення {\displaystyle f}  в базисі {\displaystyle (x_{j})} є також матрицею відображення {\displaystyle f_{\mathbb {C} }} у базисі {\displaystyle (x_{j}+0i)}.

Відповідно якщо {\displaystyle f_{\mathbb {C} }\colon V_{\mathbb {C} }\rightarrow V_{\mathbb {C} }} є ендоморфізмом то:
- {\displaystyle f} і {\displaystyle f_{\mathbb {C} }} мають однаковий характеристичний поліном.
- {\displaystyle f_{\mathbb {C} }} має ті ж власні значення, слід, визначник, що і f.

## Комплексифікація білінійних форм і скалярних добутків

### Означення
Комплексифікацією білінійної форми {\displaystyle \Phi \colon V\times V\rightarrow \mathbb {R} } називається півторалінійна форма {\displaystyle \Phi _{\mathbb {C} }\colon V_{\mathbb {C} }\times V_{\mathbb {C} }\rightarrow \mathbb {C} }, яка визначена як
{\displaystyle \Phi _{\mathbb {C} }(x+yi,x'+y'i)=\Phi (x,x')+\Phi (y,y')+i(\Phi (y,x')-\Phi (x,y')).}
Обмеження форми {\displaystyle \Phi _{\mathbb {C} }} на підмножину {\displaystyle V\times V} рівне {\displaystyle \Phi _{\mathbb {C} |V\times V}=\Phi }.

### Скалярні добутки
- Якщо форма {\displaystyle \Phi } є дійсним скалярним добутком то {\displaystyle \Phi _{\mathbb {C} }} є комплексним скалярним добутком.

- Якщо {\displaystyle V} є евклідовим простором із скалярним добутком {\displaystyle \Phi } і {\displaystyle V_{\mathbb {C} }} унітарним простором із добутком {\displaystyle \Phi _{\mathbb {C} }} то {\displaystyle (f^{*})_{\mathbb {C} }=(f_{\mathbb {C} })^{*}}, де * позначає транспонування матриці у дійсному випадку і ермітове спряження у комплексному. Матриця перетворення {\displaystyle f\colon V\rightarrow V} і її комплексифікація {\displaystyle f_{\mathbb {C} }\colon V_{\mathbb {C} }\rightarrow V_{\mathbb {C} }} одночасно задовольняють чи не задовольняють такі умови:
  - нормальність{\displaystyle (ff^{*}=f^{*}f)}
  - самоспряженість {\displaystyle (f=f^{*})}
  - косоермітовість{\displaystyle (f=-f^{*})}
  - унітарність {\displaystyle (ff^{*}=\operatorname {Id} )}

## Комплексифікація алгебри Лі

### Означення
Нехай {\displaystyle {\mathfrak {g}}} — алгебра Лі над полем {\displaystyle \mathbb {R} }. Комплексифікацією {\displaystyle {\mathfrak {g}}} називається алгебра Лі {\displaystyle {\mathfrak {g}}_{\mathbb {C} }}, що аналогічно до випадку векторних просторів рівна
{\displaystyle {\mathfrak {g}}_{\mathbb {C} }:={\mathfrak {g}}\otimes _{\mathbb {R} }\mathbb {C} }.
Елементи алгебри Лі {\displaystyle {\mathfrak {g}}_{\mathbb {C} }} можна ідентифікувати як пари {\displaystyle (u,v)} де {\displaystyle u,v\in {\mathfrak {g}}}. В такому записі операції на {\displaystyle {\mathfrak {g}}_{\mathbb {C} }} визначені як
{\displaystyle {\begin{aligned}&(u_{1},v_{1})+(u_{2},v_{2}):=(u_{1}+u_{2},v_{1}+v_{2})\\&(\alpha +i\beta )(u_{1},v_{1}):=(\alpha u_{1}-\beta v_{1},\alpha v_{1}+\beta u_{1})\quad \\&\left[(u_{1},v_{1}),(u_{2},v_{2})\right]:=(\left[u_{1},u_{2}\right]-\left[v_{1},v_{2}\right],\left[v_{1},u_{2}\right]+\left[u_{1},v_{2}\right]),\end{aligned}}}
де {\displaystyle \alpha ,\beta \in \mathbb {R} } і {\displaystyle u_{1},u_{2},v_{1},v_{2}\in {\mathfrak {g}}}. 

### Приклад
- Комплексифікацією алгебри Лі {\displaystyle \mathrm {sl} (n,\mathbb {R} )=\left\{A\in \mathrm {Mat} (n,\mathbb {R} ):\mathrm {Tr} (A)=0\right\}} є {\displaystyle \mathrm {sl} (n,\mathbb {C} )=\left\{A\in \mathrm {Mat} (n,\mathbb {C} ):\mathrm {Tr} (A)=0\right\}}.

## Категорні означення
В термінології теорії категорій комплексифікація є функтором з категорії векторних просторів над полем дійсних чисел в категорію векторних просторів над поле комплексних чисел. Морфізмами в цих категоріях є {\displaystyle \mathbb {K} }-лінійні відображення, де {\displaystyle \mathbb {K} =\mathbb {R} } або {\displaystyle \mathbb {K} =\mathbb {C} }. Правим спряженим функтором до нього є функтор, з категорії комплексних векторних просторів у категорію дійсних векторних просторів, що кожному комплексному простору присвоює той же простір, що розглядається над полем дійсних чисел «забуваючи» його комплексну структуру.